# اندرو جانستون
اندرو جانستون (انگلیسی: Andrew Johnston؛ زادهٔ ۲۳ سپتامبر ۱۹۹۴) یک موسیقی‌دان اهل بریتانیا است. وی از سال ۲۰۰۸ میلادی تاکنون مشغول فعالیت بوده‌است.